# Colonne de Marie
La Mariensäule (ou colonne de Marie) sur la Marienplatz à Munich est une statue représentant la Vierge Marie (vénérée sous le nom de Patrona Bavariae, protectrice du pays) portant l'enfant Jésus avec couronne et sceptre à la main, debout sur un croissant de lune, le tout reposant sur une colonne de marbre rouge. Elle a donné son nom à la place qui l'entoure, la "place de Marie".

## Histoire et description
La colonne a été érigée en 1638, après la guerre de Trente Ans, par la volonté du duc Maximilien Ier, électeur de Bavière pour célébrer la fin de l'occupation suédoise. À sa base sont placés quatre chérubins, réalisés par Ferdinand Murmann et représentés en train de vaincre les adversités surmontées par la ville : la faim, la guerre, la peste et l'hérésie. Les quatre putti luttent contre une bête différente : la guerre représentée par le lion, la peste par le basilic, la faim ou la famine par le dragon et l'hérésie par le serpent. La statue dorée de la Vierge date de 1590 et est l'œuvre de Hubert Gerhard.
La Mariensäule de Munich a été la première colonne de ce type construite au nord des Alpes et a inspiré l'érection d'autres colonnes Mariales dans cette partie de l'Europe.

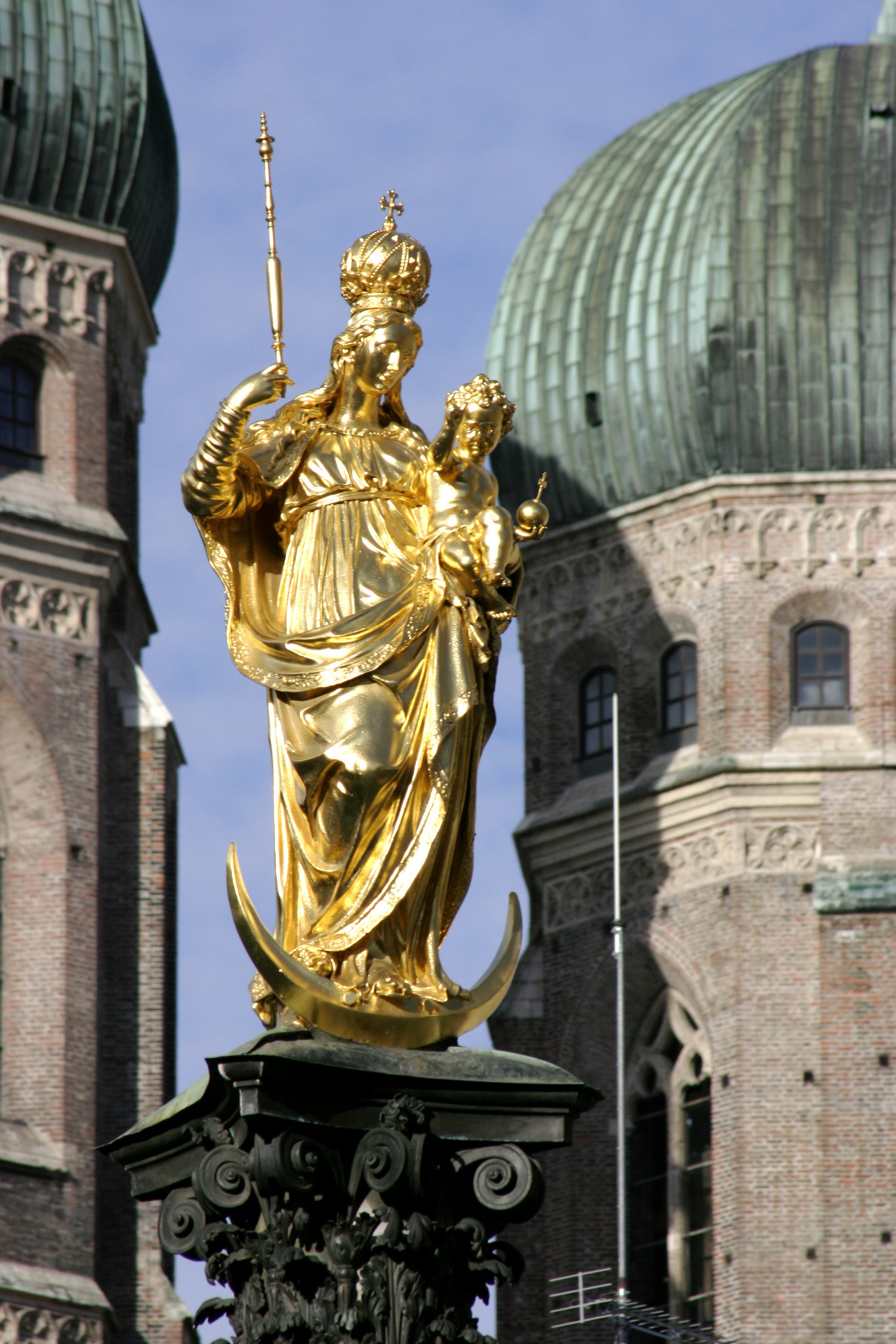
La statue dorée de Marie avec l'enfant

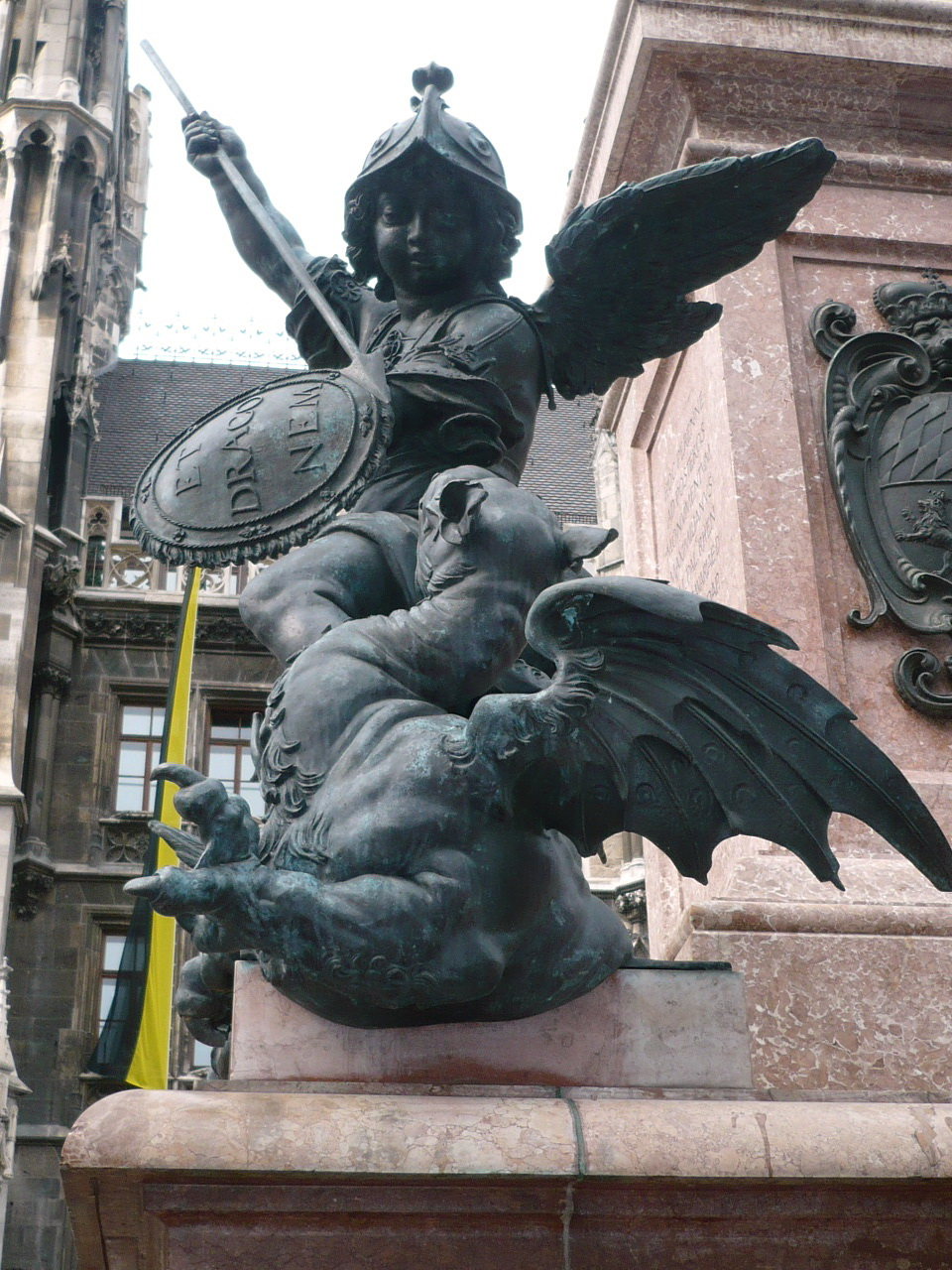
Le dragon au pied de la statue

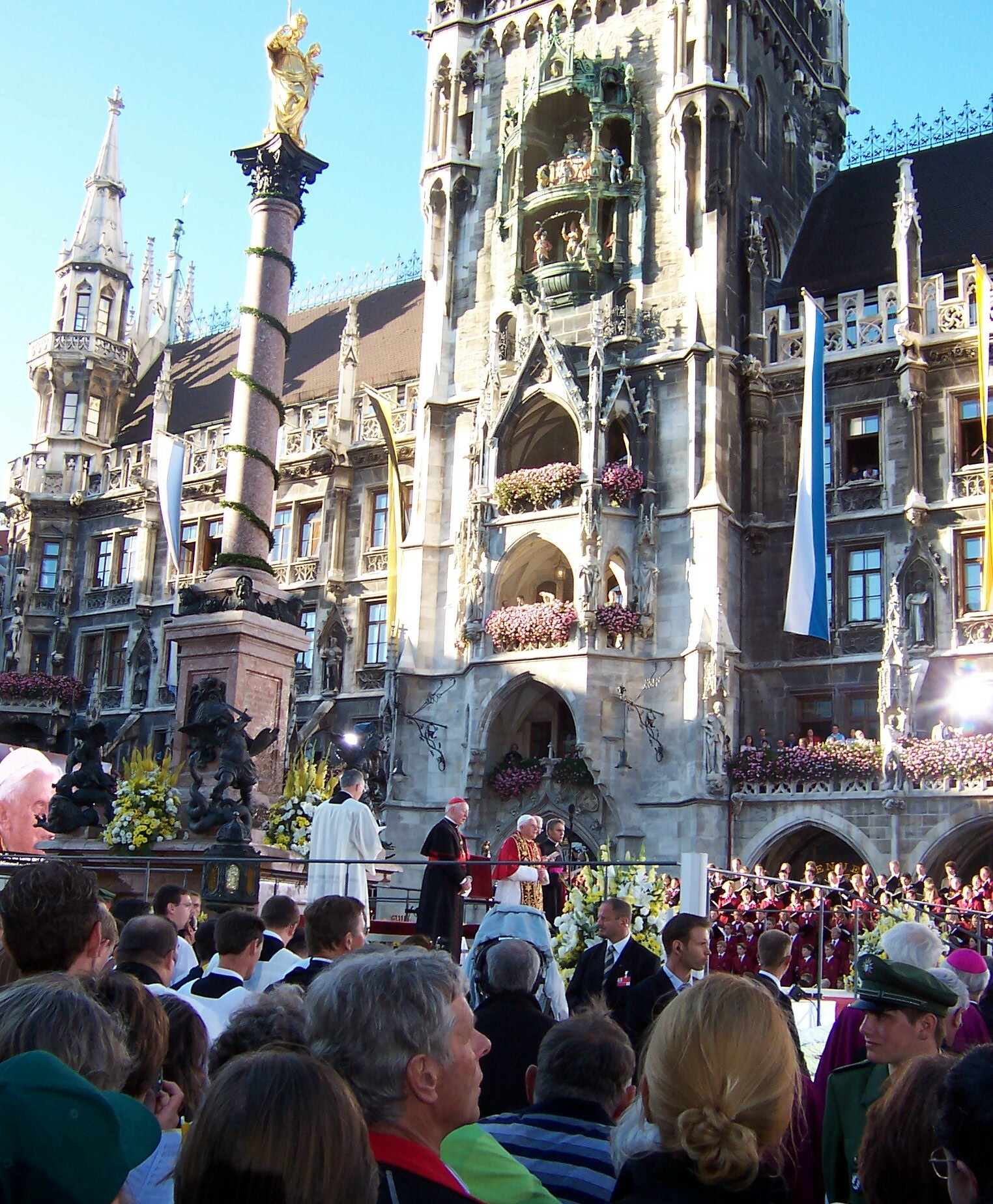
Le pape Benoît XVI priant devant la colonne de Marie le 9 septembre 2006